# Tram van Reims
De tram van Reims is de belangrijkste vorm van openbaar vervoer in Reims, een stad in de Champagne-streek.

## Geschiedenis

### De oude tram
Van 1881 tot 1939 had Reims een tramnetwerk van vijf tramlijnen. Tot 1901 werden er met paarden getrokken trams gebruikt, daarna werd er alleen nog gebruikgemaakt van elektrische trams welke vanaf 1900 hun intrede hadden gemaakt. Totdat in 2008 werd begonnen met het aanleggen van de nieuwe tram en de wegen in het centrum van Reims nieuw werden bestraat, lagen de oude rails nog op het plein voor het stadhuis.

### Een nieuwe tram?

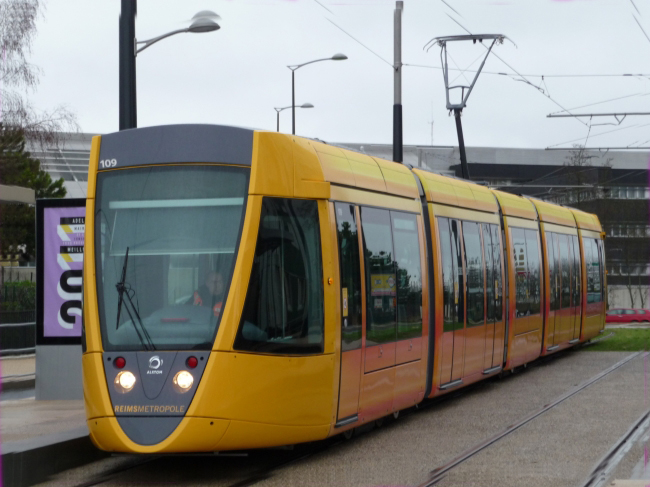
Citroengele Citadis tram.

Het idee voor de terugkeer van de tram is niet nieuw. In 1984 waren er vergevorderde plannen om een tramlijn aan te leggen op de verbinding Théâtre (Opéra) - Croix Rouge - Hôpital. Men had gezien dat in Nantes en Grenoble de tram ook terug zou komen. In Reims zelf was er een groot verkeersprobleem: de wegen raakten steeds voller en ook het busnetwerk kende grote capaciteitsproblemen. In 1988 werd er aanvraag gedaan voor een subsidie bij de overheid en eind 1989 kreeg het project de hoogste prioriteit binnen de stad. Maar in februari 1991 nam toenmalig burgemeester Jean Falala, ondanks dat er een subsidie klaar lag van 750 miljoen frank (+/− 114 miljoen euro), het besluit om de lijn niet aan te leggen. De beslissing leidde tot grote verbazing bij de bevolking, maar volgens de burgemeester zou de tram niet in het straatbeeld van Reims passen. Ook de mening van omwonenden en winkeliers, die dachten dat de bereikbaarheid van de stad in het geding kwam, heeft een rol gespeeld.

### De terugkeer
Al direct na de afkeuring van de tram in 1991 verzette toenmalig locoburgemeester Jean-Louis Schneiter zich hier tegen. Een paar jaar later werd hij zelf burgemeester, en in 2001 blies hij het project nieuw leven in. Dat leidde rond 2005 tot een geheel nieuwe aanpak waarin de invoering van een regionale transportbelasting van 1% om de tram te bekostigen een belangrijk element was. Om de kosten verder te drukken gebeurde de aanbesteding in de vorm van een DBFMO-contract (Design-Build-Finance-Maintain-Operate), waardoor ontwerp, aanleg, financiering, exploitatie en onderhoud ineens werd aanbesteed. De aanbesteding kreeg de vorm van een concessie voor 30 jaar. De concessiehouder bepaalt de dienstregeling en de tarieven. Vier consortia dongen mee naar de concessie, uiteindelijk won een consortium bestaande uit:
- CDC Infrastructure (30%)
- Transdev SA (17%)
- Alstom Transport (17%)
- Caisse d'Épargne Lorraine Champagne Ardenne (8,5%)
- FIDEPP, filiaal van Natixis (8,5%)
- Colas SA (8,5%)
- Bouygues TP (4,25%)
- Pertuy Construction (2,125%)
- Quille SA (2,125%)
- SNC-LAVALIN (2%)

Dit consortium bood een aantal extra’s boven op de opdracht, zoals een groter trajectdeel met APS in plaats van bovenleiding in de binnenstad.

### Werkzaamheden
De werkzaamheden startten in 2008 en eindigden begin 2010. Het project is naast een nieuwe ov-lijn ook een stedenbouwkundig project, want langs de route van de tram zijn probleemwijken voor € 150 miljoen opgeknapt. Ook heeft de auto minder ruimte gekregen in het centrum ten gunste van de fiets. Bovendien werd tegelijkertijd met de werkzaamheden voor de tram voor het station een tunnel aangelegd voor het autoverkeer
Voorafgaand aan deze werkzaamheden was al begonnen met een tweede renovatie van station Reims. Daardoor werd het station voor voetgangers beter toegankelijk. In de jaren negentig was het station al een keer, maar minder ingrijpend, gerenoveerd om het geschikt te maken voor de TGV.
De kosten voor het hele project, inclusief de renovatie van het centrum, waren ongeveer 413 miljoen euro. Op 18 april 2011 ging het netwerk in dienst.

## Huidige netwerk
| Lijn   | Eindbestemmingen                   |
| ------ | ---------------------------------- |
| Lijn A | Neufchâtel ↔ Hôpital Debré         |
| Lijn B | Neufchâtel ↔ Champagne-Ardenne TGV |

## Materieel
De lijn wordt geëxploiteerd met achttien trams van het type Citadis 302. De trams zijn 32,4 meter lang, hebben een breedte van 2,40 m, een 100% lage vloer en een capaciteit van 206 personen waarvan 48 zittend en zes op klapstoelen. Het vermogen van de trams is 480 kilowatt. De trams gebruiken naast via bovenleiding ook het zogenaamde APS-systeem. Dit systeem is over een lengte van ongeveer twee kilometer in gebruik tussen de haltes Boulingrin en Comédie. Als deel van de huisstijl van het openbaar vervoersnetwerk zijn er negen kleuren trams. De kleur "Grijs" zal nauwelijks te zien zijn, want trams met die kleur zijn bedoeld voor reclamebestickeringen.

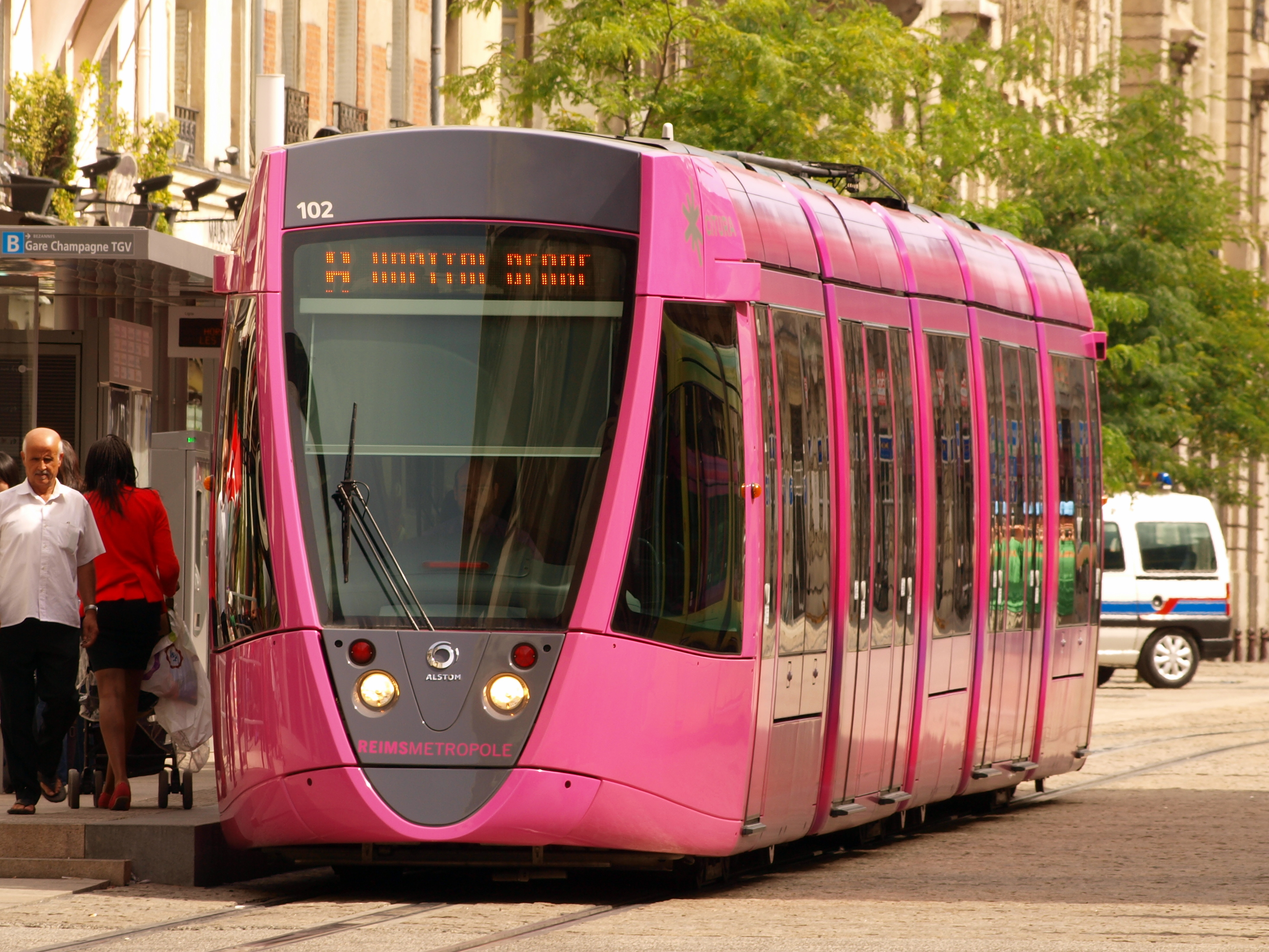
Fuchsia
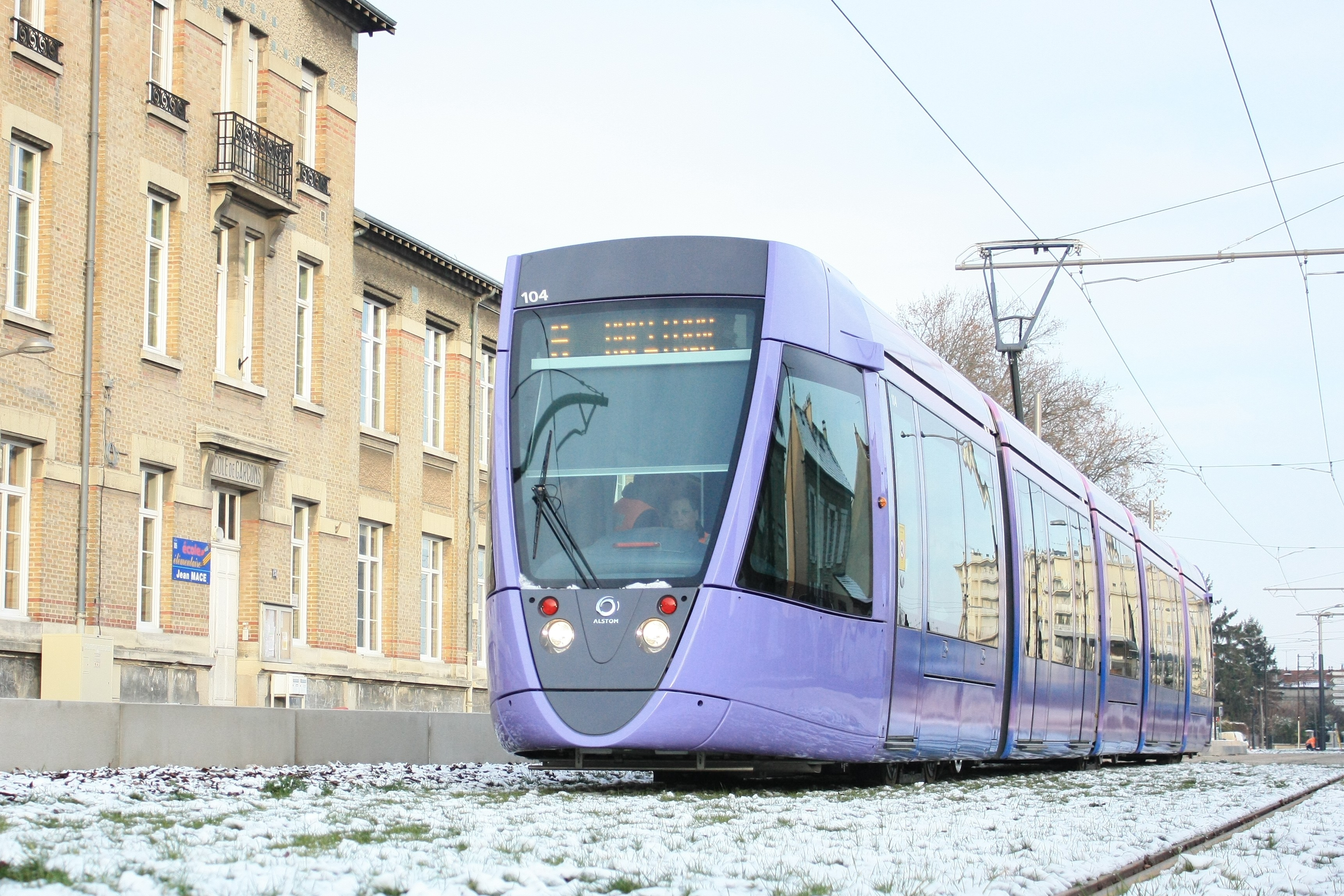
Lavendel
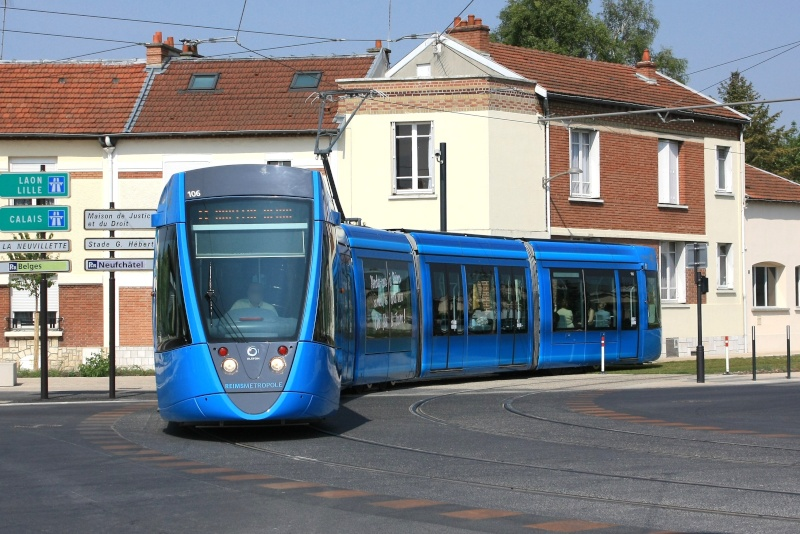
Azuurblauw
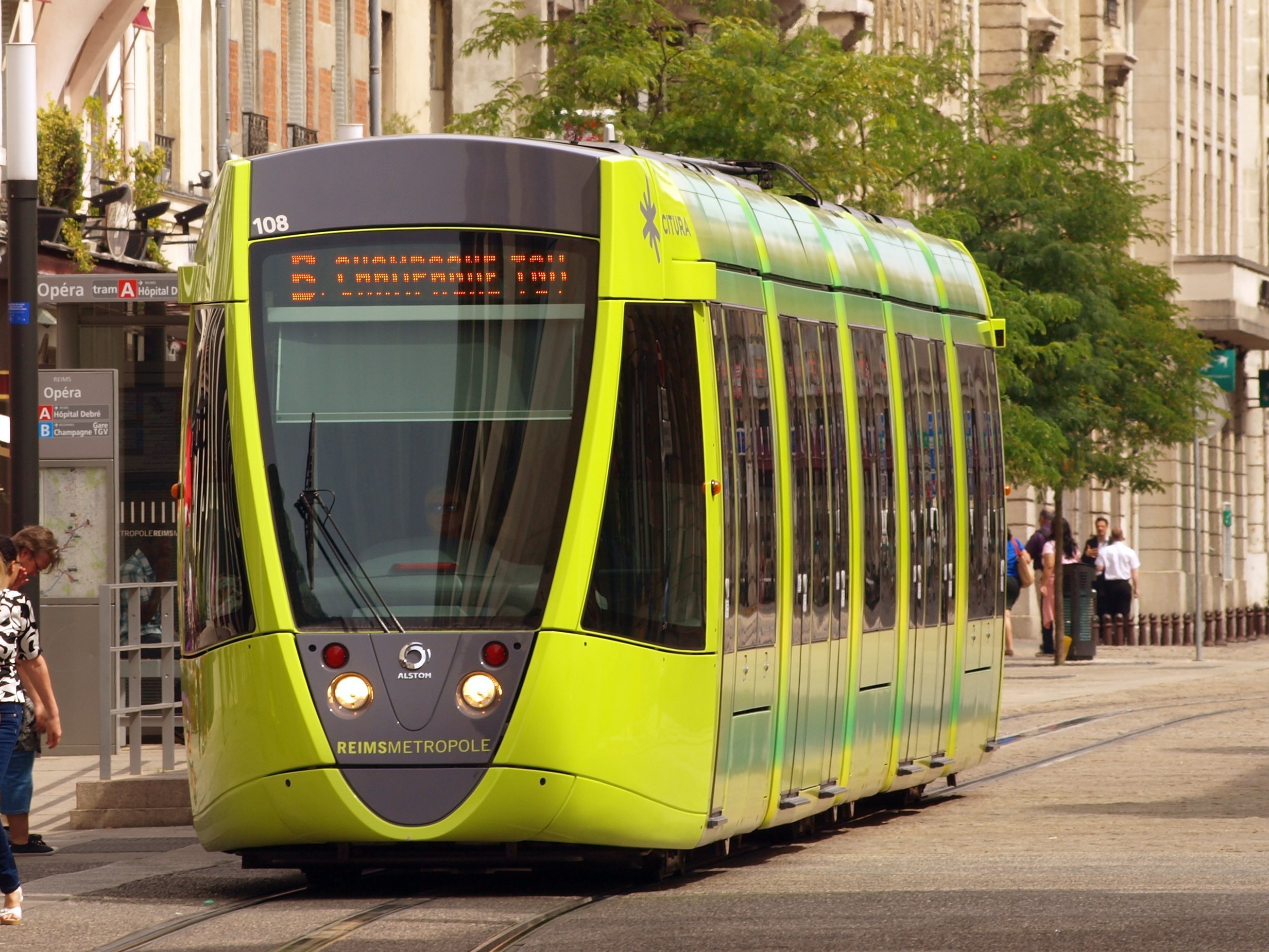
Pistachegroen
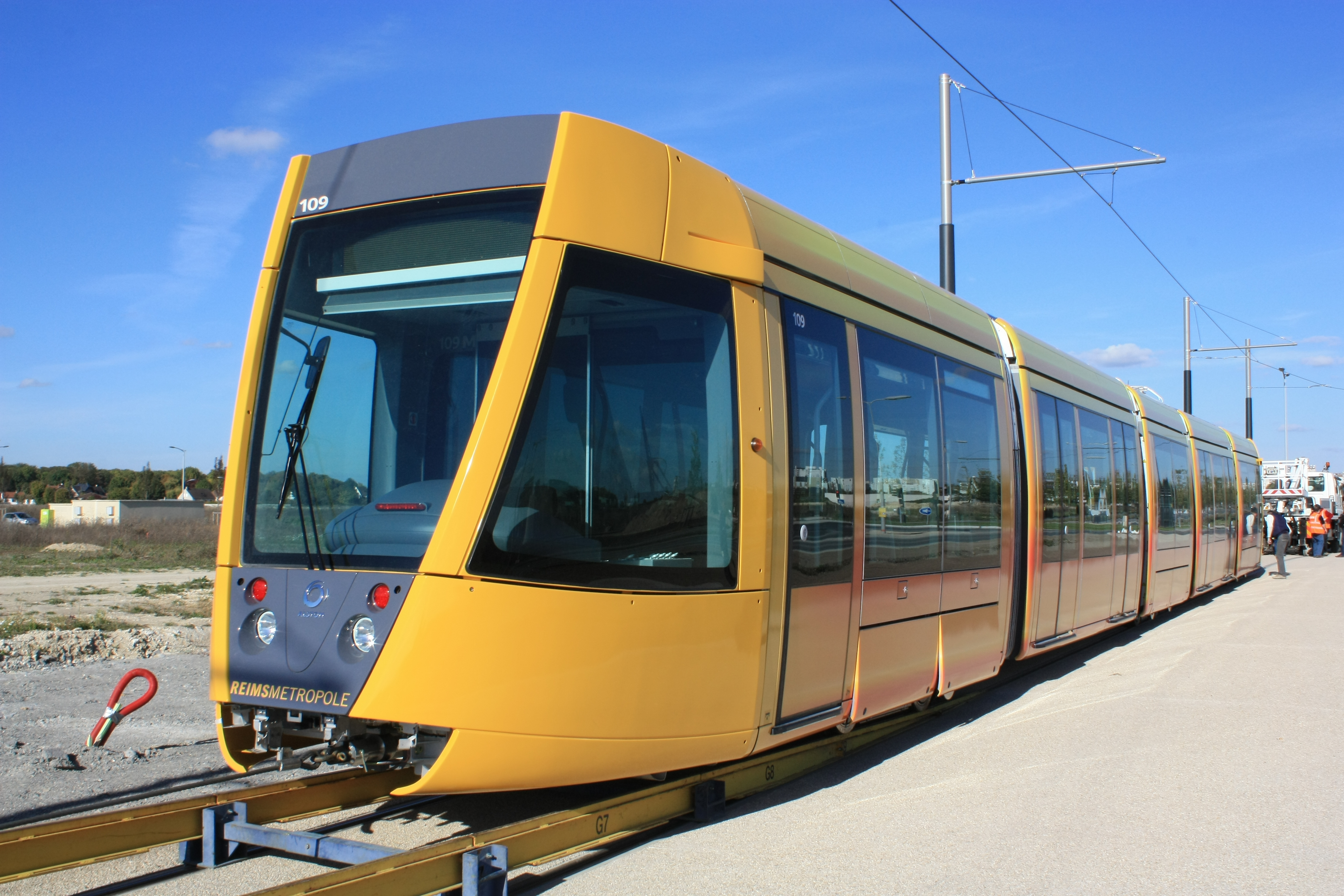
Mandarijnoranje
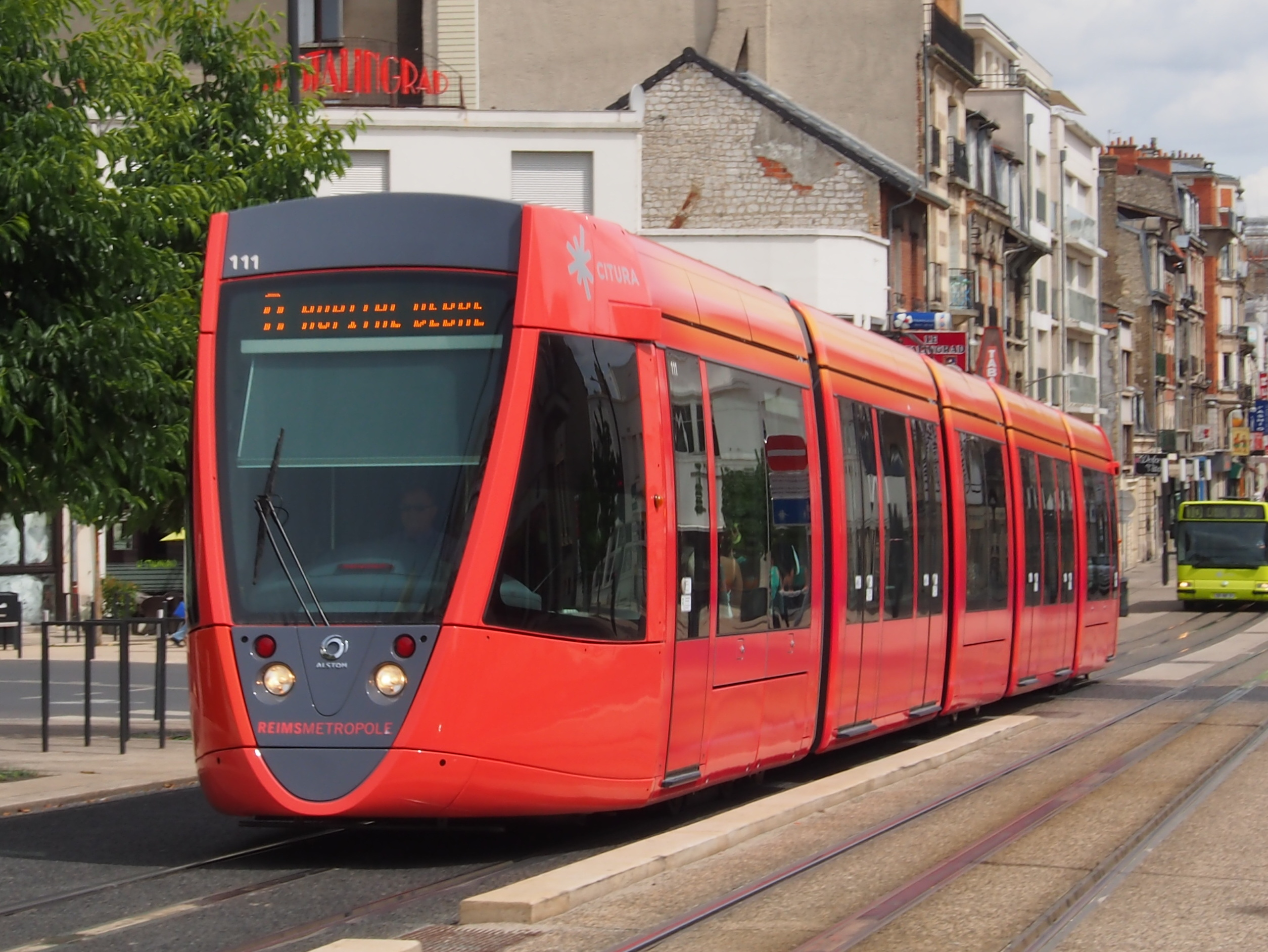
Scharlakenrood
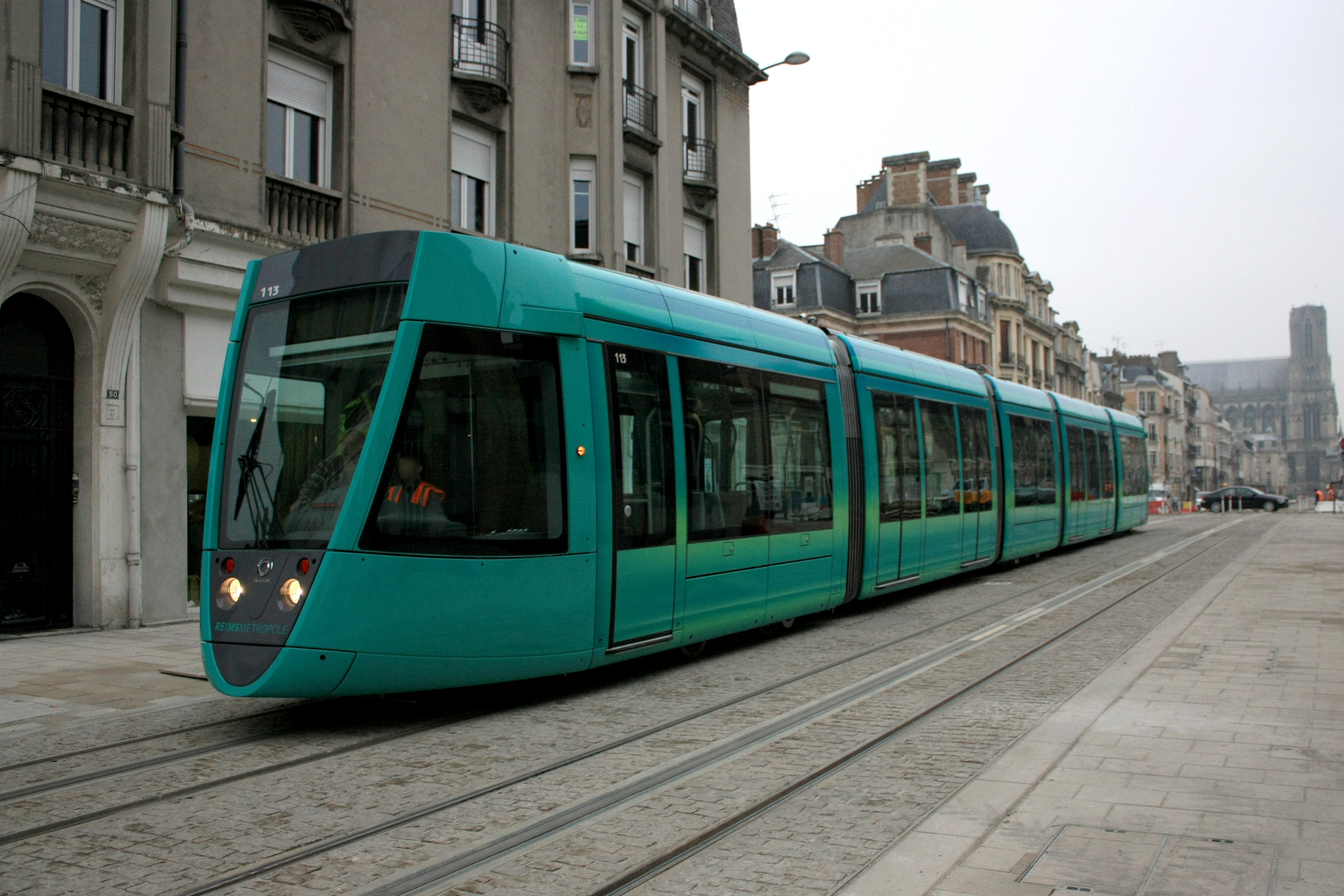
Turquoise
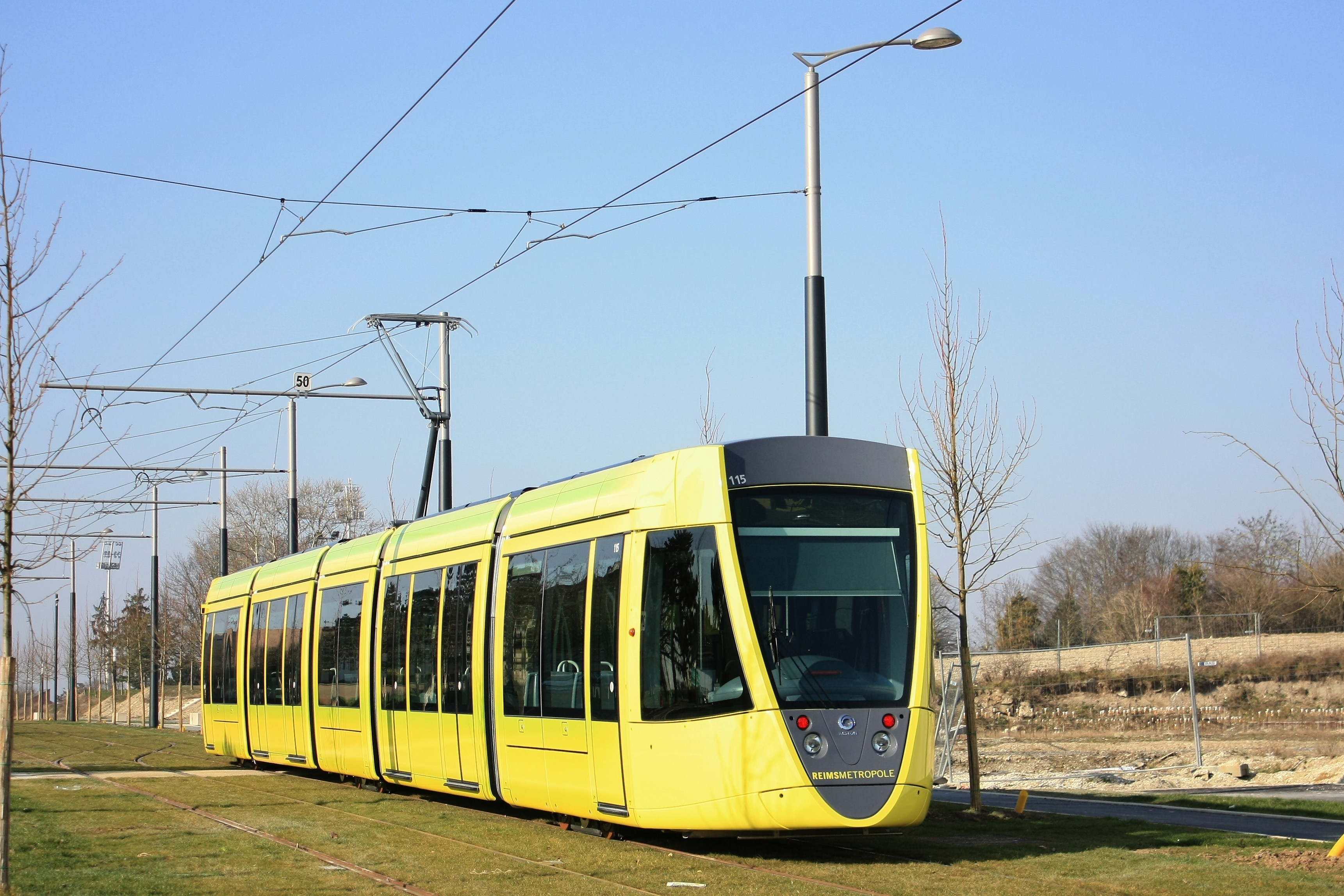
Citroengeel
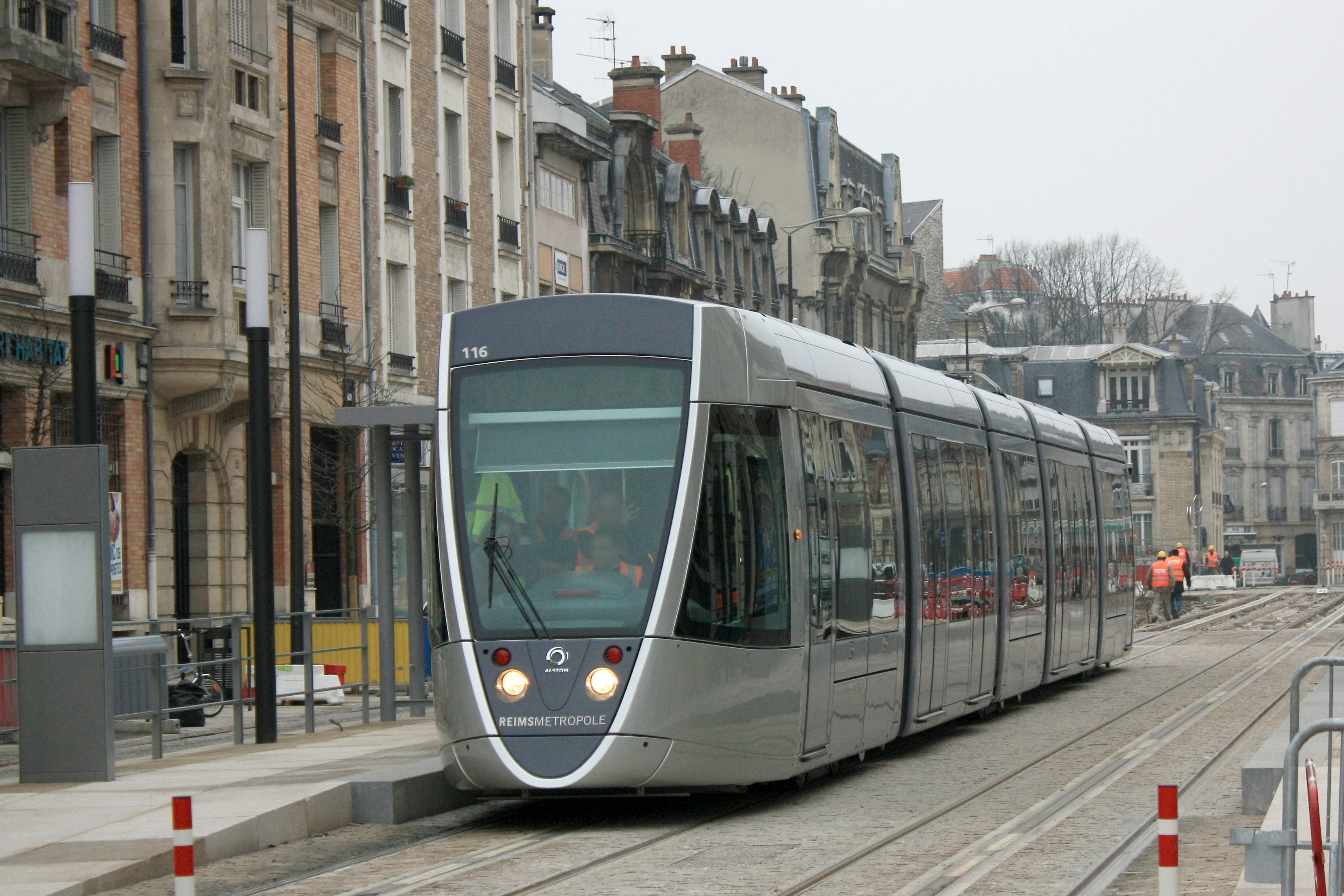
Grijs
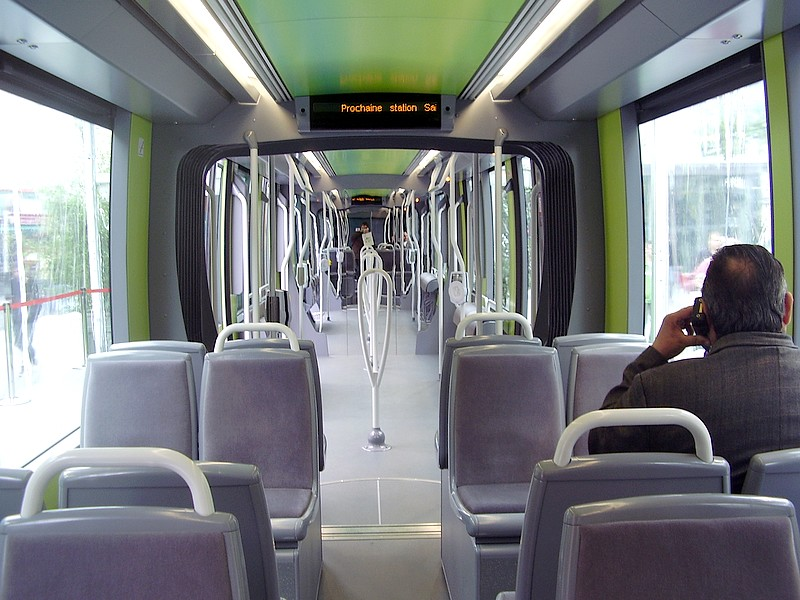
Interieur (Pistachegroen)

## Toekomst
In de toekomst zijn er veel uitbreidingen gepland voor het tramnetwerk. Een paar voorbeelden:
- Verlenging van lijn A naar Bétheny via route de la Neuvillette
- Een nieuwe lijn Opéra ↔ Épinettes via avenue Jean-Jaurès
- Een nieuwe lijn Opéra ↔ Faculté des Sciences via Europe
- Een nieuwe lijn Opéra ↔ Faculté des Sciences via Droits de l'Homme
- Een nieuwe lijn Opéra ↔ Cormontreuil via Wilson
- Een nieuwe lijn Opéra ↔ Tinqueux via de N31

## Reizigersaantallen
Een jaar na de opening van de tram vervoerde het netwerk 42.500 reizigers per dag. De oorspronkelijke planning ging uit van 45.000 reizigers per dag op de lange termijn, en er zit nog groei in het aantal reizigers. Uit reizigersonderzoek blijkt verder dat 91% van de reizigers de tram als milieubewust ervaart, 85% het een comfortabele manier van vervoer vindt en 76% liever de tram dan de auto naar het stadscentrum neemt.